# Peña Izaga
Peña Izaga este o arie protejată (arie specială de conservare — SAC, sit de importanță comunitară — SCI, arie de protecție specială avifaunistică — SPA) din Spania întinsă pe o suprafață de 2.809,65 ha, integral pe uscat.

## Localizare
Centrul sitului Peña Izaga este situat la coordonatele 42°42′25″N 1°26′19″W / 42.7069°N 1.4386°V.

## Înființare
Situl Peña Izaga a fost declarat arie de protecție specială avifaunistică în decembrie 1990 pentru a proteja 1 specie de plante și 22 de specii de animale. Alte tipuri de protecție:
- sit de importanță comunitară (în martie 1999)
- arie specială de conservare (în iulie 2017)[1][3][4]

## Biodiversitate
Situată în ecoregiunea mediteraneană, aria protejată conține 9 habitate naturale: Galerii de Salix alba și de Populus alba, Lande oro-mediteraneene cu formațiuni endemice de grozamă, Pante stâncoase calcaroase cu vegetație casmofită, Peșteri inaccesibile publicului, Formațiuni stabile xerotermofile de Buxus sempervirens pe pante stâncoase (Berberidion p.p.), Pajiști alpine și subalpine calcaroase, Pajiști uscate seminaturale și facies de acoperire cu tufișuri pe substraturi calcaroase (Festuco-Brometalia) (* situri importante pentru orhidee), Păduri de fag din Europa Centrală dezvoltate pe sol calcaros cu Cephalanthero-Fagion, Matorral arborescenți cu Juniperus spp..
La baza desemnării sitului se află mai multe specii protejate:
- plante (1): Narcissus asturiensis
- păsări (21): fâsă-de-câmp (Anthus campestris), acvilă de munte (Aquila chrysaetos), buha (Bubo bubo), caprimulg (Caprimulgus europaeus), șerpar (Circaetus gallicus), erete vânăt (Circus cyaneus), ciocănitoare neagră (Dryocopus martius), presură de grădină (Emberiza hortulana), șoim călător (Falco peregrinus), ciocârlan (Galerida cristata), zăgan (Gypaetus barbatus), vulturul pleșuv sur (Gyps fulvus), acvilă pitică (Hieraaetus pennatus), sfrâncioc roșiatic (Lanius collurio), ciocârlie de pădure (Lullula arborea), gaia neagră (Milvus migrans), gaia roșie (Milvus milvus), vultur egiptean (Neophron percnopterus), viespar (Pernis apivorus), Pyrrhocorax pyrrhocorax, silvie de tufiș (Sylvia undata)
- nevertebrate (1): fluturele auriu (Euphydryas aurinia)

Pe lângă speciile protejate, pe teritoriul sitului au mai fost identificate 3 specii de plante, 2 specii de amfibieni, 1 specie de mamifere, 2 specii de reptile.